# Alegría
Az Alegría a Cirque du Soleil kanadai székhelyű cirkusztársulat kortárs cirkusz műfajú előadása volt, melyet 1994. április 21-én mutattak be Montréalban.
Egyike volt a Cirque du Soleil legnépszerűbb turnézó műsorainak. Premierje óta több mint ötezerszer mutatták be és több mint tízmillió néző látta több mint hatvanöt városban világszerte. A műsor eredetileg cirkuszsátorral turnézott, azonban a 2009–2010-es észak-amerikai turné óta a show már arénákban lépett fel, így olyan városokba és országokba is ellátogattak, amelyeket korábban nem tudtak megcélozni. Az előadást 1994-től folyamatosan játszották és 2013 decemberében vették le a műsorról.
Az Alegría spanyol szó, jelentése öröm, magyar fordításban örömünnep. A Dominique Lemieux által tervezett ruhákat a barokk esztétikai díszítettsége jellemzi, míg a René Dupéré által komponált dalokban a francia, a spanyol, az afrikai és a mediterrán dallamok keveréke hallható. A színpadot és a kellékeket gótikus íveltség és szögletes formák jellemzik.

## Szereplők

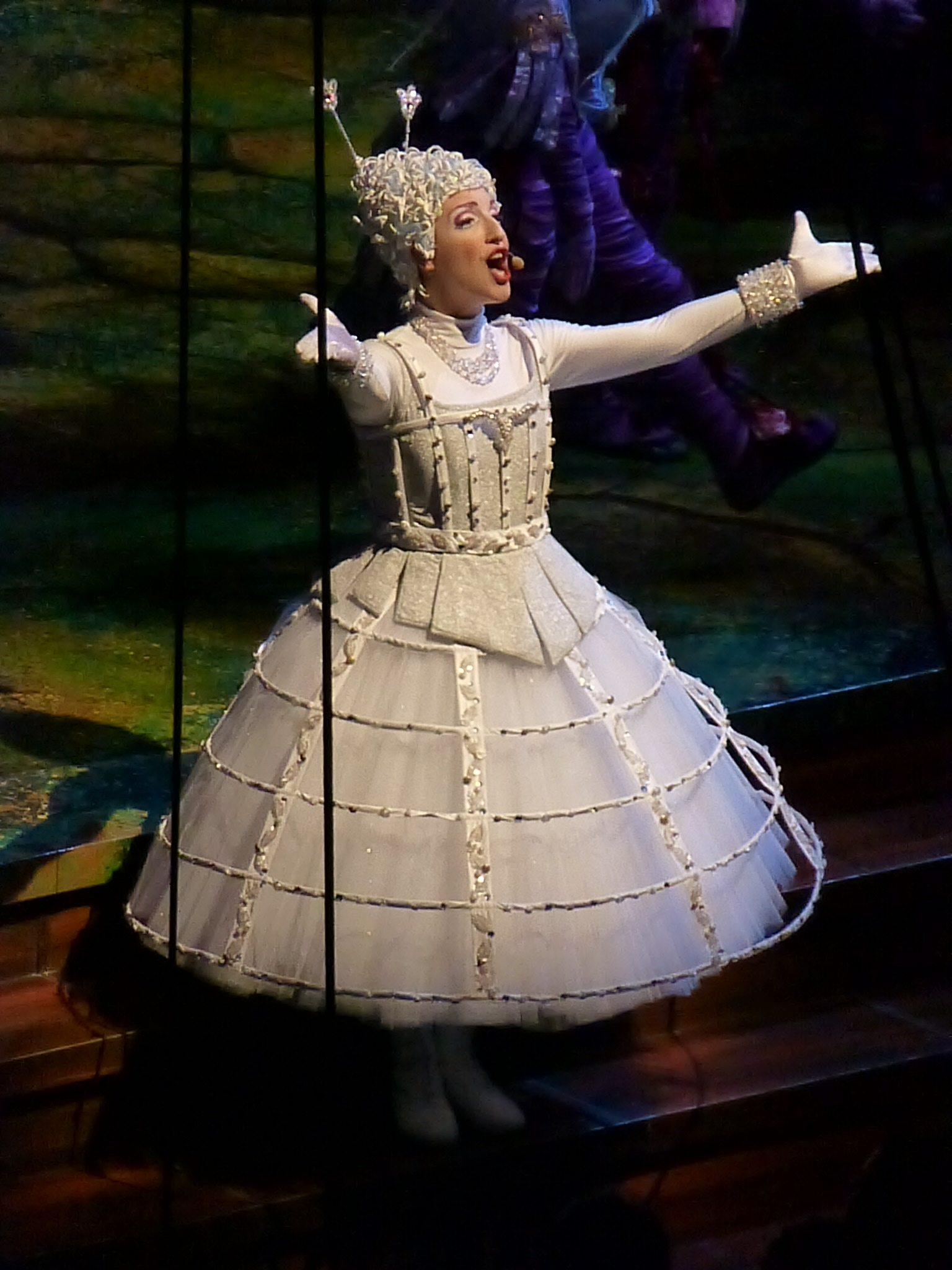
A fehér énekes, az előadás egyik főszereplője

- A fekete énekes
- A fehér énekes
- Fleur
- Tamir
- Az öreg madarak
- A nimfák
- Bohócok

## Műsorszámok
- Szinkron trapéz
- Ugrócsík
- Papírrepülő (bohócszám)
- Kézegyensúlyozás
- Tűzzsonglőrök
- Gyertya (bohócszám)
- Játék hulahoppal és szalagokkal
- Repülő ember (gurtni légtornász)
- Rúd (bohócszám)
- Rúddobó akrobaták (orosz rúd)
- Hajlékonyság
- Akrobatika magas nyújtókon

### Alkalmanként
- Cyr kerék
- Zsonglőrködés

### Nincs műsoron
- Kötéltánc alacsony dróton
- Rúdegyensúlyozás
- Erőember
- Egyensúlyozás a lengő drótkötélen
- Légi kocka
- Tissue
- Szóló trapéz

## Zene
1. Alegría (Finálé)
2. Vai Vedrai
  - Szinkron trapéz
  - Szóló trapéz
3. Kalandéro
  - Alacsony drót szám (1996, 2001)
  - Zsonglőrködés (2002–2004, 2006–2012)
  - Lengő drót szám (2004–2005)
4. Querer (bevezetés a magas nyújtóhoz)
5. Irna (Ugrócsík)
6. Taruka (Hajlékonyság)
7. Jeux d'enfants (Ugrócsík)
8. Mirko (Nyitány)
9. Icare (Magas nyújtó)
10. Ibis
  - Légi kocka (1994–1996, 1997–1999, 2004–2008)
  - Gurtni légtornász (1996–1997, 2003–2004)
11. Valsapena (Ugrócsík)
12. Nocturne (Hóvihar)
13. Cerceaux (Hulahopp)
14. Malioumba (Gurtni légtornász)

## Fordítás
Ez a szócikk részben vagy egészben  az   Alegría (Cirque du Soleil) című angol Wikipédia-szócikk fordításán alapul.  Az eredeti cikk szerkesztőit annak laptörténete sorolja fel. Ez a jelzés csupán a megfogalmazás eredetét és a szerzői jogokat jelzi, nem szolgál a cikkben szereplő információk forrásmegjelöléseként.